# Желеховские
Желеховские (или Желиховские) — польский род герба Циолек. 
Происходит из Польши, где его родоначальник, Михаил, владел имением с 1264. К нему принадлежит Владислав Антонович Желеховский, в конце XIX века много раз выступавший обвинителем по делам о государственных преступлениях (позже стал сенатором уголовного кассационного департамента сената). К этому роду принадлежал также Андрей Владимирович Желеховский (1882—1943), профессор Харьковского университета, заведующий кафедрой экспериментальной физики, автор первого учебника физики на украинском языке. 
Этот род внесен в VI часть родословной книги Подольской губернии и I часть родословных книг Киевской, Виленской, Ковенской, Минской и Сувалкской губерний. 
Также существовали ещё и другие роды Желеховских, более позднего происхождения.